# Wildweibchenpreis
Der Wildweibchenpreis ist ein Literaturpreis, der jährlich von der Gemeinde Reichelsheim (Odenwald) im Rahmen der Märchen- und Sagentage verliehen wird. Er würdigt Persönlichkeiten, die sich in besonderer Weise mit dem Thema Märchen und Sagen beschäftigt haben. Der Preis ist mit 1.500 Euro dotiert.

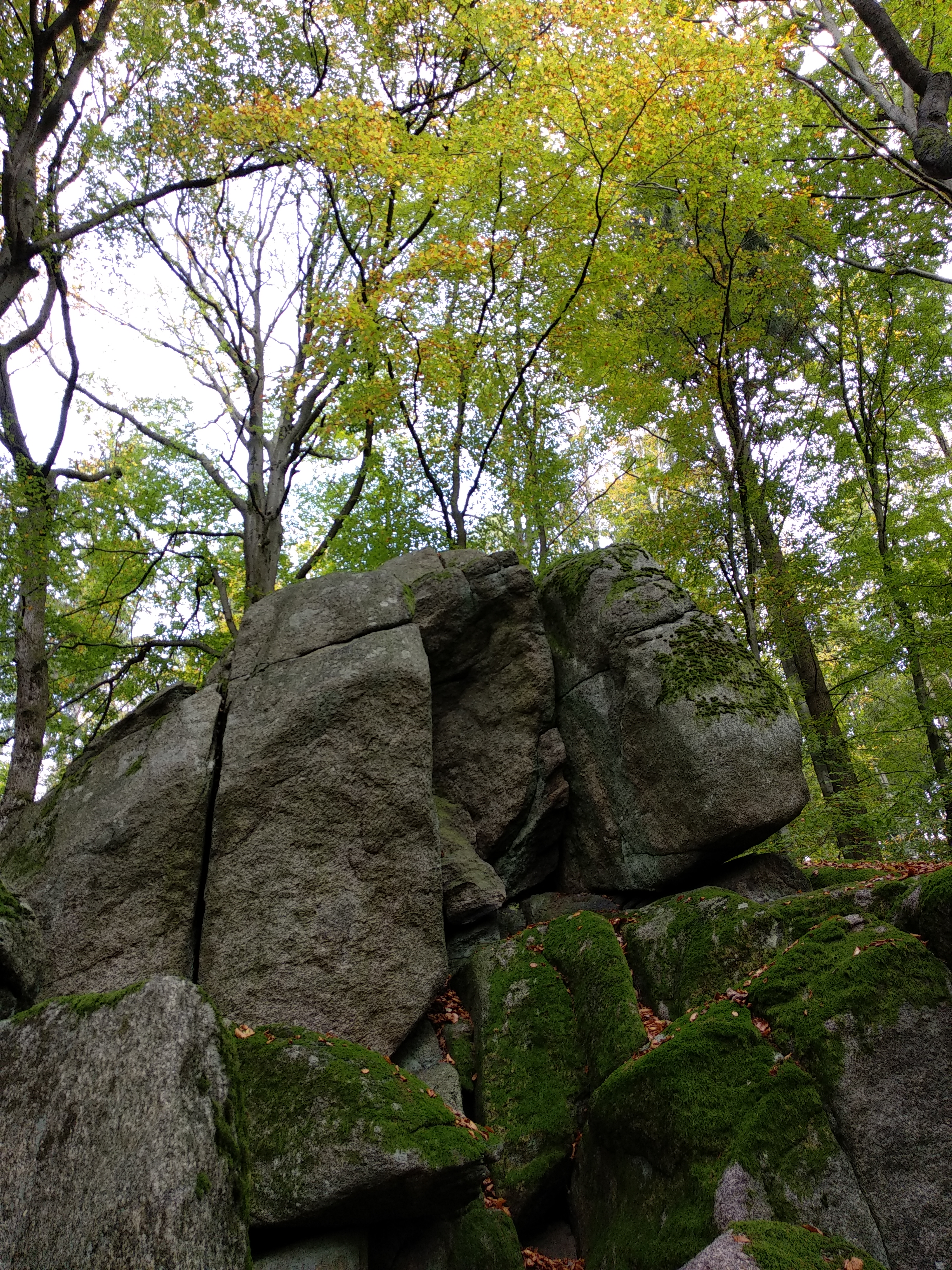
Wildweibchenstein

## Namensgebung
Der Name des Preises leitet sich von einer Legende ab, die sich um den „Wildweibchenstein“ rankt, einer 750 Meter südwestlich der Burg Rodenstein im Wald gelegenen Felsformation aus Granitblöcken. Die Legende besagt, dass in einer Öffnung zwischen den Felsen zwei „wilde Weibchen“ lebten. Sie saßen oft vor oder auf den Steinen, kämmten sich ihr Haar und waren in der Umgebung dafür bekannt, dass sie den Menschen Heilpflanzen zeigten, den Bräuten zu ihren Hochzeiten Geschenke machten, von Dieben geraubte Wäschestücke zurückbrachten und bösen Müttern die vernachlässigten Kinder wegnahmen. Im Herbst wurden sie regelmäßig von den Reitern des Wilden Heeres in Angst und Schrecken versetzt, bis der Pfarrherr von Neunkirchen, Rudolf von Rodenstein eigenhändig ein Kreuz in den größten Felsen schlug, um sie durch dieses Zeichen vor den Heimsuchungen des Geisterheeres zu schützen. Die beiden wilden Frauen boten ihm zum Dank ein Kraut an, welches ewige Jugend verleihe, was der Pfarrer aus Gottesfurcht ablehnte. Daraufhin beschenkten sie ihn mit Gold und Silber, das er an die Armen seiner Gemeinde verschenkte.

## Preisträger
- 1996: Willi Fährmann
- 1997: Frederik Hetmann
- 1998: Otfried Preußler
- 1999: Michail Krausnick
- 2000: Cornelia Funke
- 2001: Paul Maar
- 2002: Christine Nöstlinger
- 2003: Sigrid Früh
- 2004: Heinrich Pleticha
- 2005: Erhard Dietl
- 2006: Heinz Rölleke
- 2007: Sabine Friedrichson
- 2008: Kirsten Boie
- 2009: Hannelore Marzi
- 2010: Reinhard Michl
- 2011: Wilhelm Solms
- 2012: Albert Schindehütte
- 2013: Karola Graf
- 2014: Andreas Steinhöfel
- 2015: Lisbeth Zwerger
- 2016: Kristin Wardetzky
- 2017: Hans-Jörg Uther
- 2018: Barbara Gobrecht
- 2019: Rosemarie Tüpker
- 2020: Klaus Ensikat (coronabedingt überreicht 2021)
- 2021: Werner Holzwarth
- 2022: Fredrik Vahle
- 2023: Angelika Schreurs
- 2024: Siegfried Becker